# Nuha Marong
Nuha Marong Krubally (Santa Coloma de Farnés, Gerona, España, 16 de junio de 1993) es un futbolista gambiano que juega como delantero y su equipo es el C. D. Unión Sur Yaiza de la Segunda Federación. Además, es internacional por la selección de fútbol de Gambia.

## Trayectoria
Nacido en Santa Coloma de Farners, Gerona, de padres gambianos, se formó en las categorías inferiores del C. E. Farners, C. D. Blanes, Penya Barcelonista de Lloret y C. D. Lloret. Hizo su debut sénior con este último durante la temporada 2011-12, en las ligas regionales.
El 26 de junio de 2013 firmó con la U. E. Llagostera, con la que logró ascender de Segunda División B a Segunda División. Posteriormente, fue cedido durante dos temporadas a sendos equipos de la Tercera División, como la U. E. Sant Andreu y Elche Ilicitano Club de Fútbol, filial del Elche C. F.
El 13 de julio de 2016, tras acabar su contrato con la U. E. Llagostera, firmó por el C. A. Osasuna "B", donde anotó 5 goles.
El 24 de junio de 2017 firmó para el Atlético Saguntino donde marcó 9 goles en la Segunda B.
En mayo de 2018 se unió al C. D. Castellón para reforzar al conjunto albinegro en los play-offs de ascenso a Segunda B y tras conseguir el objetivo, al acabar la temporada, firmó con el Atlético Baleares. Con este equipo logró marcar 13 goles y jugó el play-off de ascenso a la Segunda División, cayendo derrotado ante Racing de Santander, equipo que sí logró subir de categoría y al que se unió firmando un contrato de cuatro años; aunque en enero de 2020, después de haber jugado tan solo unos meses en el conjunto cántabro en los que marcó tres goles, fue traspasado al Recreativo Granada, filial del Granada Club de Fútbol. En temporada y medio marcó un total de seis goles.
El 13 de julio de 2021 firmó por la Universidad Católica de Murcia Club de Fútbol. Antes de acabar el año, el 24 de diciembre, regresó a la U. E. Costa Brava. Esta segunda etapa duró tres meses, marchándose a principios de abril a Bangladés después de ser traspasado al Bashundhara Kings. En este equipo también estuvo poco tiempo, ya que el 4 de octubre de 2022 se unió al Rajashtan United F. C. indio. Allí completó el año y en enero de 2023 llegó a Malasia para jugar en el Kelantan FA.
En enero de 2024, después de haber militado en el Oman Club, regresó al C. D. Atlético Baleares. Esta segunda etapa en el club duró un año, en el que marcó tres goles en treinta encuentros, y continuó su carrera en el C. D. Unión Sur Yaiza.

## Selección nacional
Fue un habitual en las categorías inferiores de España, en las que representó en categorías sub-17, sub-18, sub-19 y sub-20, antes de ser convocado con la selección de fútbol de Gambia el 6 de febrero de 2019.
Hizo su debut con la selección de fútbol de Gambia el 22 de marzo de 2019, en una clasificación para la Copa de África de Naciones contra Argelia.

## Clubes
| Club                           | País      | Año       |
| ------------------------------ | --------- | --------- |
| U. E. Llagostera               | España    | 2013-2014 |
| U. E. Sant Andreu (cedido)     | España    | 2014-2015 |
| Elche Ilicitano C. F. (cedido) | España    | 2015-2016 |
| C. A. Osasuna "B"              | España    | 2016-2017 |
| Atlético Saguntino             | España    | 2017-2018 |
| C. D. Castellón                | España    | 2018      |
| C. D. Atlético Baleares        | España    | 2018-2019 |
| Real Racing Club de Santander  | España    | 2019-2020 |
| Recreativo Granada             | España    | 2020-2021 |
| UCAM Murcia C. F.              | España    | 2021      |
| U. E. Costa Brava              | España    | 2022      |
| Bashundhara Kings              | Bangladés | 2022      |
| Rajashtan United F. C.         | India     | 2022      |
| Kelantan FA                    | Malasia   | 2023      |
| Oman Club                      | Omán      | 2023      |
| C. D. Atlético Baleares        | España    | 2024-2025 |
| C. D. Unión Sur Yaiza          | España    | 2025-     |